# Campeonato Roraimense 2019
In 2019 werd het 60ste Campeonato Roraimense gespeeld voor voetbalclubs uit Braziliaanse staat Roraima. De competitie werd georganiseerd door de FRF en werd gespeeld van 16 maart tot 15 mei. São Raimundo werd kampioen.

## Eerste toernooi
Dit toernooi heette Taça Boa Vista.

### Eerste fase
| Plaats | Club             | Wed. | W | G | V | Saldo | Ptn. |
| ------ | ---------------- | ---- | - | - | - | ----- | ---- |
| 1.     | São Raimundo     | 5    | 5 | 0 | 0 | 21:2  | 15   |
| 2.     | Atlético Roraima | 5    | 4 | 0 | 1 | 11:7  | 12   |
| 3.     | GAS              | 5    | 2 | 1 | 2 | 10:11 | 7    |
| 4.     | Baré             | 5    | 2 | 0 | 3 | 7:6   | 6    |
| 5.     | Rio Negro        | 5    | 0 | 2 | 3 | 5:14  | 2    |
| 6.     | Náutico          | 5    | 0 | 1 | 4 | 2:16  | 1    |

|  | Geplaatst voor finale Taça Boa Vista |

### Finale
|                |                                               |       |                  |                     |
| 13 april 21:00 | São Raimundo                                  | 3 – 1 | Atlético Roraima | Ribeirão, Boa Vista |
| 13 april 21:00 | Ricardinho 01' João Cardoso 79' Selson 90+10' |       | 75' Acerola      | Ribeirão, Boa Vista |

## Tweede toernooi
Dit toernooi heette Taça Roraima. 

### Eerste fase

#### Groep A
| Plaats | Club             | Wed. | W | G | V | Saldo | Ptn. |
| ------ | ---------------- | ---- | - | - | - | ----- | ---- |
| 1.     | GAS              | 2    | 2 | 0 | 0 | 3:0   | 6    |
| 2.     | Atlético Roraima | 2    | 1 | 0 | 1 | 2:2   | 3    |
| 3.     | Náutico          | 2    | 0 | 0 | 2 | 1:4   | 0    |

|  | Geplaatst voor tweede fase |

#### Groep B
| Plaats | Club         | Wed. | W | G | V | Saldo | Ptn. |
| ------ | ------------ | ---- | - | - | - | ----- | ---- |
| 1.     | Baré         | 2    | 0 | 2 | 0 | 1:1   | 2    |
| 2.     | São Raimundo | 2    | 0 | 2 | 0 | 2:2   | 2    |
| 3.     | Rio Negro    | 2    | 0 | 2 | 0 | 3:3   | 2    |

|  | Geplaatst voor tweede fase |

### Tweede fase
In geval van gelijkspel worden strafschoppen genomen, tussen haakjes weergegeven. 
|  | Halve finale     | Halve finale |   |  | Finale | Finale |  |
|  |                  |              |   |  |        |        |  |
|  |                  |              |   |  |        |        |  |
|  | GAS              | 0 (5)        |   |  |        |        |  |
|  | São Raimundo     | 0 (3)        |   |  |        |        |  |
|  |                  |              |   |  |        |        |  |
|  |                  |              |   |  |        |        |  |
|  |                  |              |   |  | GAS    | 0      |  |
|  |                  | Baré         | 4 |  |        |        |  |
|  |                  |              |   |  |        |        |  |
|  |                  |              |   |  |        |        |  |
|  |                  |              |   |  |        |        |  |
|  |                  |              |   |  |        |        |  |
|  | Baré             | 5            |   |  |        |        |  |
|  | Atlético Roraima | 1            |   |  |        |        |  |

## Finale
|                |                           |       |             |                     |
| 13 april 21:00 | São Raimundo              | 2 – 1 | Baré        | Ribeirão, Boa Vista |
| 13 april 21:00 | Raí 73' Kaio Fernando 84' |       | 73' Evandro | Ribeirão, Boa Vista |

## Totaalstand
| Plaats | Club             | Wed. | W | G | V | Saldo | Ptn. |
| ------ | ---------------- | ---- | - | - | - | ----- | ---- |
| 1.     | São Raimundo     | 10   | 7 | 3 | 0 | 28:7  | 23   |
| 2.     | Baré             | 10   | 4 | 2 | 4 | 18:10 | 14   |
| 3.     | Atlético Roraima | 9    | 5 | 0 | 4 | 14:14 | 15   |
| 4.     | GAS              | 9    | 4 | 2 | 5 | 13:11 | 14   |
| 5.     | Rio Negro        | 7    | 0 | 4 | 3 | 8:17  | 4    |
| 6.     | Náutico          | 7    | 0 | 1 | 6 | 3:20  | 1    |

|  | Kampioen, geplaatst voor Série D 2020 en Copa do Brasil 2020 |
|  | Vicekampioen, geplaatst voor Série D 2020 en Copa Verde 2020 |

### Kampioen
| Campeonato Roraimense de 2019     |
| Roraima                           |
| --------------------------------- |
| SÃO RAIMUNDO Kampioen (10° titel) |